# Fredric Andersson
Fredric Leif Olof Andersson, född 13 oktober 1988 i Gnesta, är en svensk före detta professionell ishockeyspelare. Andersson började spela ishockey i moderklubben Gnesta IK. Han spelade sedan juniorishockey för Södertälje SK, och gjorde debut i klubbens seniorlag under säsongen 2007/08 i Hockeyallsvenskan. Förutom en sejour med Modo Hockey i SHL säsongen 2011/12 så spelade han i Södertälje SK fram till början av 2014.
Från 2014 till 2016 spelade han för Linköping HC i SHL. Därefter spelade han både för Västerviks IK i Hockeyallsvenskan och Örebro HK i SHL under säsongen 2016/17. Mellan 2017 och 2024 var Andersson lagkapten för IF Björklöven. I juli 2024 anslöt han till den danska klubben Frederikshavn White Hawks i Superisligaen. Den 16 januari 2025 meddelande Andersson att han avslutat karriären på grund av återkommande skador.

## Karriär

### Klubblagskarriär
Andersson inledde sin karriär som ishockeyspelare i moderklubben Gnesta IK. Från säsongen 2004/05 spelade han för Södertälje SK:s juniorverksamhet. 2006/07 var Andersson, tillsammans med Carl Hagelin, poängbäst i Södertäljes J20-lag – på 38 matcher noterades han för 46 poäng (24 mål, 22 assist). Samma säsong debuterade han i klubbens A-lag i Hockeyallsvenskan, totalt spelade han 22 matcher, men noterades inte för några poäng. Södertälje avancerade till säsongen därpå i seriesystemet till SHL. Den 4 oktober 2007 gjorde Andersson sin första match med speltid i SHL. Under denna säsong spelade han också med föreningens J20-lag och blev under en period också utlånad till Huddinge IK i Hockeyallsvenskan.
Inför säsongen 2008/09 förlängde Andersson sitt kontrakt med Södertälje med två år. Den 23 oktober 2008 gjorde han sitt första mål i SSK:s A-lag och sitt första mål i SHL. Även denna säsong blev han utlånad till Huddinge i Hockeyallsvenskan. På totalt 39 matcher för Huddinge noterades han för 21 poäng (nio mål, tolv assist). Säsongen 2009/10 var Andersson ordinarie i Södertälje SK och spelade samtliga 55 matcher i grundserien. Laget slutade dock näst sist i serien och tvingades kvala för att hålla sig kvar. I mitten av april 2010 förlängde Andersson sitt kontrakt med klubben med ytterligare två år. Han gjorde därefter sin poängmässigt bästa säsong i SHL då han på 55 matcher noterades för 18 poäng (10 mål, 8 assist). Laget slutade dock åter näst sist i grundserien och tvingades till spel i kvalserien. Inför den sista omgången mötte SSK Modo Hockey. Båda lagen stod på samma poäng och vinnaren i matchen skulle komma att hålla sig kvar i SHL. Modo vann matchen med 2–0 och SSK åkte således ur den högsta serien. I kvalserien var Andersson tillsammans med Ryan Lasch och Mattias Carlsson lagets främsta målskyttar med fyra mål på tio matcher vardera.
Efter att ha tillbringat sju säsonger i Södertäljes organisation bröt Andersson kontraktet med klubben och skrev istället på för Modo Hockey inför säsongen 2011/12. Den 17 september samma år gjorde han sitt första mål för Modo, i en match mot Djurgårdens IF. I mars 2012 gjorde han sitt första SM-slutspel. Efter endast en säsong med Modo, återvände Andersson till Södertälje då han i april 2012 skrev ett tvåårskontrakt med klubben. Den efterföljande säsongen blev Anderssons poängmässigt bästa då han på 50 matcher noterades för 29 poäng (17 mål och 12 assist). Säsongen därpå utsågs Andersson till lagkapten, men laget misslyckades att ta sig till kvalserien och slutade på tolfte plats i tabellen. Under sluttampen av SHL 2014 lånades han ut till Linköping HC och skrev efter säsongen slut på ett tvåårskontrakt med klubben. Den 4 oktober 2014 gjorde han sitt första mål för Linköping, i en match mot Färjestad BK. Andersson fick en därefter en stor del av säsongen 2015/16 spolierad på grund av en höftskada. Andersson var borta från spel i nära tre månader och missade 21 matcher av grundserien.
I slutet av mars 2016 meddelades det att Andersson lämnat Linköping. I mitten av september samma år hade han fortfarande inget kontrakt och spelade på try-out för AIK. Den 15 september meddelades det att Andersson skrivit på ett kontrakt för Västerviks IK i Hockeyallsvenskan på en och en halv månad. Efter en succéartad säsongsinledning, med bland annat ett hat trick i en 7–1-seger mot HC Vita Hästen, förlängde Västervik kontraktet med Andersson säsongen ut den 11 oktober 2016. Andersson ledde lagets interna poängliga med 29 poäng på 38 matcher då han lämnade laget för spel med Örebro HK i SHL, den 1 februari 2017. Andersson spelade 13 matcher för Örebro innan han lämnade laget i april 2017 då han skrivit ett treårskontrakt med IF Björklöven i Hockeyallsvenskan. I Björklöven utsågs han till lagkapten och blev under sin första säsong i klubben trea i lagets interna poängliga (32 poäng på 50 matcher). Säsongen därpå vann han lagets interna poängliga med 31 poäng på 52 matcher (11 mål, 20 assist). I slutet av säsongen, den 6 mars 2019, stod han för ett hat trick då IK Pantern besegrades med 5–2.
Under sin tredje säsong med Björklöven meddelades det den 2 november 2019 att Andersson förlängt sitt avtal med klubben med ytterligare två år. Han gjorde därefter sin poängmässigt bästa säsong för Björklöven med 35 poäng på 51 grundseriematcher (17 mål, 18 assist). Säsongen 2020/21 slutade Björklöven på tredje plats i grundserien och tog sig sedan till final i det efterföljande slutspelet, där man dock föll mot Timrå IK med 4–1 i matcher. Andersson missade endast två matcher av grundserien säsongen 2021/22 och stod för 29 poäng, varav 11 mål. I en match mot Västerviks IK den 28 februari 2022 gjorde Andersson sitt 100:e mål i Hockeyallsvenskan. För andra året i följd tog sig laget till final i Hockeyallsvenskans slutspel. Laget föll i finalserien mot HV71 med 4–2 i matcher. På 18 slutspelsmatcher noterades Andersson för sex mål och fyra assistpoäng.
Andersson missade en stor del av säsongen 2022/23 då han i september 2022 ådrog sig en handledsskada. Han gjorde comeback den 2 december samma år och spelade därefter samtliga av Björklövens matcher under säsongen. På 29 grundseriematcher noterades han för tre mål och fem assistpoäng. Laget slutade på andra plats i grundserietabellen och slog i slutspelet ut Västerås IK i kvartsfinal, innan man själva slogs ut i semifinalserien av Djurgårdens IF med 4–2 i matcher. På grund av en skada missade Andersson inledningen av säsongen 2023/24. Han gjorde därefter sin poängmässigt sämsta säsong i Hockeyallsvenskan sedan debutsäsongen 2006/07. På 37 matcher noterades han för sex poäng, varav fem mål. Björklöven slutade på sjätte plats och slogs omgående ut i slutspelet av Djurgårdens IF med 4–1 i matcher. Efter säsongens slut meddelades det att Andersson lämnat Björklöven.
Den 17 juli 2024 bekräftades det att Andersson skrivit ett avtal med den danska klubben Frederikshavn White Hawks i Superisligaen. Andersson utsågs till lagkapen för White Hawks, men spelade endast tolv matcher för klubben. Han ådrog sig en skada under försäsongen vilken hämmade Anderssons spel. Detta medförde att han i januari 2025 meddelade att han valt att avsluta sin spelarkarriär.

### Landslagskarriär
2006 blev Andersson uttagen till Sveriges U18-landslag då VM avgjordes i Ängelholm och Halmstad. Sverige slutade sexa, efter att ha förlorat kvartsfinalen mot Tjeckien med 0–3. Andersson spelade samtliga sex matcher och noterades inte för några poäng.

## Statistik

### Klubbkarriär
| 2006–07                  | Södertälje SK             | HA                       | 22  | 0   | 0   | 0   | 2   | —  | —  | —  | —  | —  |
| 2007–08                  | Södertälje SK             | SHL                      | 28  | 0   | 0   | 0   | 0   | —  | —  | —  | —  | —  |
| 2007–08                  | Huddinge IK               | HA                       | 20  | 2   | 4   | 6   | 8   | —  | —  | —  | —  | —  |
| 2008–09                  | Södertälje SK             | SHL                      | 30  | 1   | 0   | 1   | 0   | —  | —  | —  | —  | —  |
| 2008–09                  | Huddinge IK               | HA                       | 30  | 6   | 8   | 14  | 43  | 9  | 3  | 4  | 7  | 10 |
| 2009–10                  | Södertälje SK             | SHL                      | 55  | 4   | 10  | 14  | 41  | 10 | 1  | 3  | 4  | 0  |
| 2010–11                  | Södertälje SK             | SHL                      | 55  | 10  | 8   | 18  | 12  | 10 | 4  | 3  | 7  | 10 |
| 2011–12                  | Modo Hockey               | SHL                      | 54  | 3   | 3   | 6   | 6   | 6  | 0  | 0  | 0  | 2  |
| 2012–13                  | Södertälje SK             | HA                       | 50  | 17  | 12  | 29  | 30  | 10 | 1  | 3  | 4  | 0  |
| 2013–14                  | Södertälje SK             | HA                       | 49  | 5   | 5   | 10  | 76  | —  | —  | —  | —  | —  |
| 2013–14                  | Linköping HC              | SHL                      | 3   | 0   | 0   | 0   | 0   | 14 | 0  | 0  | 0  | 4  |
| 2014–15                  | Linköping HC              | SHL                      | 55  | 5   | 6   | 11  | 16  | 11 | 1  | 2  | 3  | 2  |
| 2015–16                  | Linköping HC              | SHL                      | 27  | 0   | 3   | 3   | 10  | 6  | 0  | 0  | 0  | 2  |
| 2016–17                  | Västerviks IK             | HA                       | 38  | 11  | 18  | 29  | 32  | —  | —  | —  | —  | —  |
| 2016–17                  | Örebro HK                 | SHL                      | 13  | 0   | 1   | 1   | 8   | —  | —  | —  | —  | —  |
| 2017–18                  | IF Björklöven             | HA                       | 50  | 15  | 17  | 32  | 32  | 5  | 1  | 2  | 3  | 0  |
| 2018–19                  | IF Björklöven             | HA                       | 52  | 11  | 20  | 31  | 18  | —  | —  | —  | —  | —  |
| 2019–20                  | IF Björklöven             | HA                       | 51  | 17  | 18  | 35  | 18  | 2  | 1  | 0  | 1  | 0  |
| 2020–21                  | IF Björklöven             | HA                       | 45  | 5   | 13  | 18  | 45  | 16 | 3  | 4  | 7  | 2  |
| 2021–22                  | IF Björklöven             | HA                       | 50  | 11  | 18  | 29  | 4   | 18 | 6  | 4  | 10 | 6  |
| 2022–23                  | IF Björklöven             | HA                       | 29  | 3   | 5   | 8   | 2   | 11 | 1  | 1  | 2  | 4  |
| 2023–24                  | IF Björklöven             | HA                       | 37  | 4   | 1   | 5   | 16  | 5  | 0  | 1  | 1  | 2  |
| 2024–25                  | Frederikshavn White Hawks | Superisligaen            | 12  | 1   | 1   | 2   | 4   | —  | —  | —  | —  | —  |
| Hockeyallsvenskan totalt | Hockeyallsvenskan totalt  | Hockeyallsvenskan totalt | 523 | 107 | 139 | 246 | 326 | 76 | 16 | 19 | 35 | 24 |
| SHL totalt               | SHL totalt                | SHL totalt               | 307 | 23  | 30  | 53  | 85  | 57 | 6  | 8  | 14 | 20 |

### Internationellt
| År            | Lag           | Turnering     | Matcher | Mål | Assists | Poäng | Utv. |
| ------------- | ------------- | ------------- | ------- | --- | ------- | ----- | ---- |
| 2006          | Sverige       | U18-VM        | 6       | 0   | 0       | 0     | 12   |
| Junior totalt | Junior totalt | Junior totalt | 6       | 0   | 0       | 0     | 12   |